# Марко Јошило
Марко Јошило (Чачак, 16. октобар 1992) босанскохерцеговачко-српски је кошаркаш. Игра на позицији крила, а тренутно је играч чачанског Борца.

## Успеси

### Клупски
- Игокеа:
  - Првенство Босне и Херцеговине (4): 2013/14, 2021/22, 2022/23, 2023/24.
  - Куп Босне и Херцеговине (3): 2021, 2022, 2023.

- Крка:
  - Друга Јадранска лига (1): 2017/18.

### Појединачни
- Најкориснији играч фајнал фора Друге Јадранске лиге (1): 2017/18.